# Уортингтон, Найджел
Найджел Уортингтон (англ. Nigel Worthington; род. 4 ноября 1961 в Баллимине, Северная Ирландия) — североирландский футболист, защитник и полузащитник. Выступал за сборную Северной Ирландии, в её составе принял участие в чемпионате мира 1986 года. Обладатель Кубка Лиги 1991 года в составе «Шеффилд Уэнсдей». После завершения карьеры в разное время возглавлял «Блэкпул», «Норвич Сити», «Лестер Сити» и «Йорк Сити», а также национальную команду Северной Ирландии.
Двоюродный брат футболиста и тренера Брендана Роджерса.

## Карьера игрока

### Клубная карьера
Уортингтон родился в Баллимине и начал свою карьеру в местном клубе «Баллимина Юнайтед». В 1981 году он был удостоен премии лучшему молодому игроку Северной Ирландии. 1 июля того же года Найджел перешёл в английский «Ноттс Каунти» за £100,000 fee..
В феврале 1984 года Уортингтон подписал контракт с «Шеффилд Уэнсдей», за который выступал следующие десять лет. В первом же сезоне команда завоевала путёвку в высший дивизион английской лиги. В сезоне 1990/91 Найджел стал обладателем Кубка Лиги в составе «Шеффилда», а спустя два года — финалистом Кубка Англии.
Летом 1994 года он перешёл в «Лидс Юнайтед». В 1996 году он перешёл в «Сток Сити», но не задержался там и следующий сезон начал в составе «Блэкпула», где и завершил карьеру.

### Карьера в сборной
Уортингтон провёл 14 матчей за юношескую сборную Северной Ирландии. В главной сборной страны он дебютировал 22 мая 1984 года в игре Домашнего чемпионата Великобритании против Уэльса. Ничья в этой встрече принесла североирландцам победу в турнире. В рамках отбора к чемпионату мира 1986 года Найджел принял участие в четырёх матчах. Северная Ирландия смогла выйти в финальный этап, где не вышла из группы. Уортингтон выходил на поле во встречах с Алжиром и Испанией. С 1995 по 1996 год являлся капитаном сборной. Свой последний матч за национальную команду он сыграл 11 февраля 1997 года. Всего за неё он провёл 66 встреч.

## Тренерская карьера

### «Блэкпул»
8 июля 1997 года Уортингтон стал играющим тренером «Блэкпула». Вскоре он завершил карьеру игрока, чтобы сосредоточиться на тренерской работе. Команда под его руководством, однако, в основном боролась за право остаться во втором дивизионе, и 23 декабря 1999 года Найджел был отправлен в отставку.

### «Норвич Сити»
После работы в штабе Говарда Уилкинсона в молодёжной сборной Англии Уортингтон занял пост помощника Брайана Хэмилтона в «Норвич Сити». 22 августа 2000 года он вошёл в тренерский штаб молодёжной сборной Северной Ирланди, сохранив при этом должность в клубе. 4 декабря Хэмилтон был уволен, и Уортингтон стал временным главным тренером «Норвича». Через месяц Найджел стал постоянным тренером команды. Под руководством Уортингтона «канарейки» избежали вылета во второй дивизион. В следующем сезоне клуб выступил успешнее: «Норвич» дошёл до финала плей-офф Первого дивизиона, где по пенальти уступил «Бирмингем Сити».
В сезоне 2003/04 — третьем полном сезоне Найджела в «Норвиче» — клуб занял первое место в Первом дивизионе, набрав 94 очка, и вышел в Премьер-лигу. В Премьер-лиге команда боролась за выживание, но, проиграв в последнем туре «Фулхэму» с разгромным счётом 0:6, заняла в итоге 19-е место и выбыла обратно в Первый дивизион.
«Канарейки», сохранившие почти весь свой состав, по оценкам экспертов, были претендентами на возвращение в Премьер-лигу, однако команда щаняла лишь девятое место, что вызвало недовольство в рядах болельщиков, которые стали требовать отставки Уортингтона. В октябре 2006 года Найджел был уволен после поражения от «Бернли». «Норвич» на тот момент занимал 17-е место в таблице.

### «Лестер Сити»
В апреле 2007 года Уортингтон был назначен временным главным тренером «Лестер Сити» до конца сезона. Найджел смог оставить клуб в Чемпионшипе и надеялся стать тренером уже на постоянной основе. Тем не менее, этот пост был отдан Мартину Аллену.

### Сборная Северной Ирландии
1 июня 2007 года Уортингтон заключил краткосрочный контракт с Федерацией футбола Северной Ирландии, по которому он становился главным тренером национальной сборной вплоть до окончания отборочного цикла к Евро-2008. Команда на момент назначения Найджела лидировала в своей группе, однако под его руководством не смогла закрепить успех и не вышла в финальную часть. Тем не менее, федерация заключила с тренером новое двухлетнее соглашение Уортингтон пробыл на посту наставника сборной до окончания квалификации к Евро-2012.

### «Йорк Сити»
4 марта 2013 года Уортингтон стал тренером клуба Лиги Два «Йорк Сити». Команда при Найджеле заняла 17-е место, избежав вылета He signed a new one-year rolling contract on 3 May.. В следующем сезоне «Йорк» смог выйти в плей-офф Лиги Два, однако в полуфинале уступил «Флитвуд Таун» и не завоевал повышения в классе. 13 октября 2014 года Уортингтон был отправлен в отставку за неудовлетворительные результаты.

## Статистика

### Игровая

#### Клубная
| Клуб             | Сезон            | Чемпионат        | Чемпионат | Чемпионат | Кубок | Кубок | Кубок Лиги | Кубок Лиги | Другие | Другие | Всего | Всего |
| Клуб             | Сезон            | Дивизион         | Игры      | Голы      | Игры  | Голы  | Игры       | Голы       | Игры   | Голы   | Игры  | Голы  |
| ---------------- | ---------------- | ---------------- | --------- | --------- | ----- | ----- | ---------- | ---------- | ------ | ------ | ----- | ----- |
| Ноттс Каунти     | 1981/82          | Первый дивизион  | 2         | 0         | 0     | 0     | 0          | 0          | 3      | 0      | 5     | 0     |
| Ноттс Каунти     | 1982/83          | Первый дивизион  | 41        | 3         | 2     | 0     | 5          | 0          | —      | —      | 48    | 3     |
| Ноттс Каунти     | 1983/84          | Первый дивизион  | 24        | 1         | 2     | 0     | 6          | 0          | —      | —      | 32    | 1     |
| Ноттс Каунти     | Всего            | Всего            | 67        | 4         | 4     | 0     | 11         | 0          | 3      | 0      | 85    | 4     |
| Шеффилд Уэнсдей  | 1983/84          | Второй дивизион  | 14        | 1         | —     | —     | —          | —          | —      | —      | 14    | 1     |
| Шеффилд Уэнсдей  | 1984–/85         | Первый дивизион  | 38        | 1         | 3     | 0     | 6          | 0          | —      | —      | 47    | 1     |
| Шеффилд Уэнсдей  | 1985/86          | Первый дивизион  | 15        | 0         | 1     | 1     | 0          | 0          | —      | —      | 16    | 1     |
| Шеффилд Уэнсдей  | 1986/87          | Первый дивизион  | 35        | 0         | 5     | 0     | 2          | 0          | 1      | 0      | 43    | 0     |
| Шеффилд Уэнсдей  | 1987/88          | Первый дивизион  | 38        | 0         | 4     | 0     | 5          | 0          | 1      | 0      | 48    | 0     |
| Шеффилд Уэнсдей  | 1988/89          | Первый дивизион  | 28        | 0         | 0     | 0     | 2          | 0          | 0      | 0      | 30    | 0     |
| Шеффилд Уэнсдей  | 1989/90          | Первый дивизион  | 32        | 2         | 2     | 0     | 3          | 0          | 2      | 0      | 39    | 2     |
| Шеффилд Уэнсдей  | 1990/91          | Второй дивизион  | 33        | 1         | 3     | 0     | 10         | 0          | 1      | 0      | 47    | 1     |
| Шеффилд Уэнсдей  | 1991/92          | Первый дивизион  | 34        | 5         | 2     | 0     | 3          | 0          | 1      | 0      | 40    | 5     |
| Шеффилд Уэнсдей  | 1992/93          | Премьер-лига     | 40        | 1         | 8     | 0     | 7          | 1          | 3      | 1      | 58    | 3     |
| Шеффилд Уэнсдей  | 1993/94          | Премьер-лига     | 31        | 1         | 1     | 0     | 3          | 0          | —      | —      | 35    | 1     |
| Шеффилд Уэнсдей  | Всего            | Всего            | 338       | 12        | 29    | 1     | 41         | 1          | 9      | 1      | 417   | 15    |
| Лидс Юнайтед     | 1994/95          | Премьер-лига     | 27        | 1         | 4     | 0     | 2          | 0          | —      | —      | 33    | 1     |
| Лидс Юнайтед     | 1995/96          | Премьер-лига     | 16        | 0         | 3     | 0     | 3          | 0          | 0      | 0      | 22    | 0     |
| Лидс Юнайтед     | Всего            | Всего            | 43        | 1         | 7     | 0     | 5          | 0          | 0      | 0      | 55    | 1     |
| Сток Сити        | 1996/97          | Первый дивизион  | 12        | 0         | 0     | 0     | 3          | 1          | —      | —      | 15    | 1     |
| Блэкпул          | 1997/98          | Второй дивизион  | 9         | 0         | 0     | 0     | 0          | 0          | —      | —      | 9     | 0     |
| Всего за карьеру | Всего за карьеру | Всего за карьеру | 469       | 17        | 40    | 1     | 60         | 2          | 12     | 1      | 581   | 21    |

1. ↑  Матчи в Групповом кубке Футбольной лиги
2. 1 2 3 4 5  Матчи в Кубке полноправных членов
3. ↑  Матчи в Кубке УЕФА

#### В сборной
| Команда           | Год   | Игры | Голы |
| ----------------- | ----- | ---- | ---- |
| Северная Ирландия | 1984  | 3    | 0    |
| Северная Ирландия | 1985  | 4    | 0    |
| Северная Ирландия | 1986  | 5    | 0    |
| Северная Ирландия | 1987  | 5    | 0    |
| Северная Ирландия | 1988  | 7    | 0    |
| Северная Ирландия | 1989  | 3    | 0    |
| Северная Ирландия | 1990  | 4    | 0    |
| Северная Ирландия | 1991  | 3    | 0    |
| Северная Ирландия | 1992  | 6    | 0    |
| Северная Ирландия | 1993  | 7    | 0    |
| Северная Ирландия | 1994  | 6    | 0    |
| Северная Ирландия | 1995  | 8    | 0    |
| Северная Ирландия | 1996  | 3    | 0    |
| Северная Ирландия | 1997  | 2    | 0    |
| Всего             | Всего | 66   | 0    |

### Тренерская
| Команда                 | Начало работы  | Окончания работы | Статистика | Статистика | Статистика | Статистика | Статистика | Прим.        |
| Команда                 | Начало работы  | Окончания работы | И          | Поб.       | Н          | Пор.       | %          | Прим.        |
| ----------------------- | -------------- | ---------------- | ---------- | ---------- | ---------- | ---------- | ---------- | ------------ |
| Блэкпул                 | 8 июля 1997    | 23 декабря 1999  | 134        | 44         | 34         | 56         | 032,8      | [ 9 ]        |
| Норвич Сити             | 4 декабря 2000 | 1 октября 2006   | 280        | 114        | 62         | 104        | 040,7      | [ 9 ] [ 22 ] |
| Лестер Сити (временный) | 11 апреля 2007 | 25 мая 2007      | 5          | 2          | 0          | 3          | 040,0      | [ 9 ] [ 23 ] |
| Северная Ирландия       | 1 июня 2007    | 11 октября 2011  | 41         | 9          | 10         | 22         | 022,0      | [ 9 ] [ 29 ] |
| Йорк Сити               | 4 марта 2013   | 13 октября 2014  | 76         | 23         | 29         | 24         | 030,3      | [ 9 ]        |
| Всего                   | Всего          | Всего            | 536        | 192        | 135        | 209        | 035,8      | —            |

## Достижения

### Игровые
Баллимина Юнайтед 
- Кубок Северной Ирландии: 1980/81[54]
- Кубок Ульстера: 1980/81[55]

  Шеффилд Уэнсдей 
- Второе место Второго дивизиона: 1983/84[56]
- Третье место Второго дивизиона: 1990/91[57]
- Кубок Лиги: 1990/91[57]

### Тренерские
Норвич Сити
- Первый дивизион: 2003/04[58]